# September (album)
September – debiutancki album szwedzkiej wokalistki September, wydany 11 lutego 2004. Jest to jedyny album wydany przez Stockholm Records w dyskografii September. Album znalazł się na szwedzkich listach przebojów, gdzie największa jego pozycja to numer 36. Na listach utrzymał się przez 6 tygodni.

## Lista utworów
1. Same Old Song
2. September All Over
3. Get What You Paid For
4. La La La (Never Give it Up)
5. Mary Ann
6. We Can Do It
7. Can’t Love Myself
8. Star Generation
9. Pretty World
10. Love Thing
11. Love For Free (featuring Anoo Bhagavan)